# Tout-Puissant
Pour les articles homonymes, voir Kami.
Le Tout-Puissant (神様, Kami-sama, litt. Dieu) est un personnage de fiction créé par Akira Toriyama dans le manga Dragon Ball en 1984.

## Biographie fictive
Longtemps avant la naissance de Son Goku, des troubles éclatèrent sur la planète Namek. Par sécurité, un Namek, Katatts, envoya son fils dans une capsule spatiale sur une planète lointaine pour le protéger, la Terre. Le jeune Namek passa des années à attendre ses parents à côté de la capsule avant de se décider à entrer dans le vaste monde.
Plus tard, il cherchera à devenir le Dieu (ou protecteur) de la Terre en remplacement du précédent (le Dieu des terriens est plus un protecteur, sans pouvoirs particuliers à part ceux qu'il a acquis lui-même). Mais le Dieu en place sentit le mal tapi dans son cœur et refusa qu'il prenne sa place. Après un long entrainement, le Namek réussit à chasser le mal de son cœur, mais en lui donnant une forme physique (le démon Piccolo, qui entreprit la destruction de l'humanité, avant d'être contenu par maître Mutaito puis finalement éliminé par Son Goku), et put ainsi occuper le poste de protecteur de la Terre.
Sa vie et celle du démon Piccolo sont liées : si l'un des deux meurt, l'autre disparaît également, comme lorsque Piccolo meurt contre Nappa. Le Tout-Puissant est le créateur des Dragon Balls, s'il meurt ou venait à disparaître, les Dragon Balls disparaissent également.
Longtemps après, lors de l'arrivée des cyborgs, il accepte de fusionner de façon permanente avec Piccolo (le fils du démon Piccolo), reformant ainsi en quelque sorte l'être originel qui arriva un jour sur Terre, ceci de façon à créer un combattant capable de tenir tête aux cyborgs. Le Tout-Puissant cessera alors d'exister sous forme physique, mais est maintenant une partie de l'esprit de Piccolo.
Plus tard, Dendé (un autre Namek) devint le nouveau Tout-Puissant à son tour pour que les Dragon Balls puissent exister à nouveau.

## Description

### À propos du nom
En japonais, ce nom signifie « Dieu » (voir Kami).

### Famille
Le démon Piccolo représente son alter-ego incarnant le mal et ont tous les deux Katatts pour père.

### Technique
Comme il provient de la planète Namek, il possède les mêmes capacités et faiblesses que ses congénères même s'il ne les a jamais utilisées.
- Agrandissement
- Aibīmu

## Œuvres où le personnage apparaît

### Manga
- 1984 : Dragon Ball

### Séries
- 1986 : Dragon Ball
- 1989 : Dragon Ball Z
- 1996 : Dragon Ball GT
- 2009 : Dragon Ball Z Kai
- 2015 : Dragon Ball Super

### Film
- 1989 : Dragon Ball Z : À la poursuite de Garlic